# Вольная борьба на летних Олимпийских играх 1956 — до 62 кг
Соревнования по вольной борьбе в рамках Олимпийских игр 1956 года в полулёгком весе (до 62 килограммов) прошли в Мельбурне с 28 ноября по 1 декабря 1956 года в «Royal Exhibition Building».
Турнир проводился по системе с начислением штрафных баллов. За чистую победу штрафные баллы не начислялись, за победу по очкам борец получал один штрафной балл, за поражение по очкам со счётом решения судей 2-1 два штрафных балла, со счётом решения судей 3-0 или чистое поражение — три штрафных балла. Борец, набравший пять штрафных баллов, из турнира выбывал. Трое оставшихся борцов выходили в финал, проводили встречи между собой. Схватка по регламенту турнира продолжалась 12 минут. Если в течение первых шести минут не было зафиксировано туше, то судьи могли определить борца, имеющего преимущество. Если преимущество никому не отдавалось, то назначалось четыре минуты борьбы в партере, при этом каждый из борцов находился внизу по две минуты (очередность определялась жребием). Если кому-то из борцов было отдано преимущество, то он имел право выбора следующих шести минут борьбы: либо в партере сверху, либо в стойке. Если по истечении четырёх минут не фиксировалась чистая победа, то оставшиеся две минуты борцы боролись в стойке.
В полулёгком весе боролись 13 участников. Фаворитом был чемпион мира 1954 года Сёдзо Сасахара. Он ровно прошёл турнир и вышел в финал вместе с бельгийцем Йозефом Мевисом и финном Эркки Пенттиля. Пентилля не смог участвовать во встрече с Сасахарой ввиду травмы и, поскольку ещё в предварительных встречах уступил Мевису, остался третьим. Во встрече Сасахары и Мевиса победил японский борец, принеся Японии первую золотую медаль в истории олимпийской борьбы, а Йозеф Мевис завоевал серебряную медаль, которая остаётся последней на сегодняшний день для бельгийской сборной в олимпийской борьбе.

## Призовые места
- Сёдзо Сасахара (JPN)
- Йозеф Мевис (BEL)
- Эркки Пенттиля (FIN)

## Первый круг
| Штрафных баллов | Участник 1             | Результат    | Участник 2            | Штрафных баллов |
| --------------- | ---------------------- | ------------ | --------------------- | --------------- |
| 1               | Сёдзо Сасахара (JPN)   | 3-0          | Мухаммад Назир (PAK)  | 3               |
| 0               | Байрам Шит (TUR)       | Туше (9:00)  | Джон Эллиот (AUS)     | 3               |
| 1               | Майрон Родерик (USA)   | 3-0          | Балинт Галантай (HUN) | 3               |
| 1               | Насер Гивехчи (IRI)    | 3-0          | Эйб Гельденхайс (RSA) | 3               |
| 0               | Эркки Пенттиля (FIN)   | Туше (11:30) | Херби Холл (GBR)      | 3               |
| 1               | Йозеф Мевис (BEL)      | 3-0          | Рам Саруп (IND)       | 3               |
| 0               | Линар Салимуллин (URS) | Пропускал    |                       |                 |

## Второй круг
| Штрафных баллов | Участник 1            | Результат   | Участник 2             | Штрафных баллов |
| --------------- | --------------------- | ----------- | ---------------------- | --------------- |
| 2               | Сёдзо Сасахара (JPN)  | 2-1         | Линар Салимуллин (URS) | 3               |
| 1               | Байрам Шит (TUR)      | 2-1         | Мухаммад Назир (PAK)   | 6               |
| 1               | Майрон Родерик (USA)  | Туше (2:00) | Джон Эллиот (AUS)      | 6               |
| 4               | Эйб Гельденхайс (RSA) | 3-0         | Балинт Галантай (HUN)  | 6               |
| 1               | Насер Гивехчи (IRI)   | Туше (5:00) | Херби Холл (GBR)       | 6               |
| 2               | Йозеф Мевис (BEL)     | 3-0         | Эркки Пенттиля (FIN)   | 3               |
| 3               | Рам Саруп (IND)       | Пропускал   |                        |                 |

## Третий круг
| Штрафных баллов | Участник 1             | Результат | Участник 2            | Штрафных баллов |
| --------------- | ---------------------- | --------- | --------------------- | --------------- |
| 4               | Линар Салимуллин (URS) | 3-0       | Рам Саруп (IND)       | 6               |
| 3               | Сёдзо Сасахара (JPN)   | 3-0       | Байрам Шит (TUR)      | 4               |
| 2               | Майрон Родерик (USA)   | 3-0       | Эйб Гельденхайс (RSA) | 7               |
| 4               | Эркки Пенттиля (FIN)   | 2-1       | Насер Гивехчи (IRI)   | 4               |
| 2               | Йозеф Мевис (BEL)      | Пропускал |                       |                 |

## Четвёртый круг
| Штрафных баллов | Участник 1           | Результат | Участник 2             | Штрафных баллов |
| --------------- | -------------------- | --------- | ---------------------- | --------------- |
| 3               | Йозеф Мевис (BEL)    | 3-0       | Линар Салимуллин (URS) | 7               |
| 4               | Сёдзо Сасахара (JPN) | 3-0       | Майрон Родерик (USA)   | 5               |
| 5               | Байрам Шит (TUR)     | 3-0       | Насер Гивехчи (IRI)    | 7               |
| 4               | Эркки Пенттиля (FIN) | Пропускал |                        |                 |

## Финал

### Встреча 1
| Штрафных баллов | Участник 1           | Результат | Участник 2           | Штрафных баллов |
| --------------- | -------------------- | --------- | -------------------- | --------------- |
|                 | Сёдзо Сасахара (JPN) | Неявка    | Эркки Пенттиля (FIN) |                 |
|                 | Йозеф Мевис (BEL)    | Пропускал |                      |                 |

### Встреча 2
| Штрафных баллов | Участник 1           | Результат                 | Участник 2        | Штрафных баллов |
| --------------- | -------------------- | ------------------------- | ----------------- | --------------- |
|                 | Сёдзо Сасахара (JPN) | По очкам (счёт не указан) | Йозеф Мевис (BEL) |                 |